# Maison Saint-Martin
La maison dite Saint-Martin est un bâtiment construit approximativement entre la fin du XVe siècle et le début du XVIe siècle. Elle se situe sur la place Saint-Martin à Vendôme, commune de Loir-et-Cher.
La façade et la toiture de cette maison sont classées monument historique depuis le 5 février 1923.

## Architecture
La maison présente une façade à pans de bois sur trois étages et d'un pignon. Chaque étage est en encorbellement sur l'étage sur lequel il repose. Des briques apparentes comblent l'espace entre les pans de bois.
La ferme extérieure de la charpente du pignon est en saillie.
Les sculptures sur les liens du rez-de-chaussée représentent (de gauche à droite) saint Martin, saint Jacques, saint Jean-Baptiste et saint Louis.

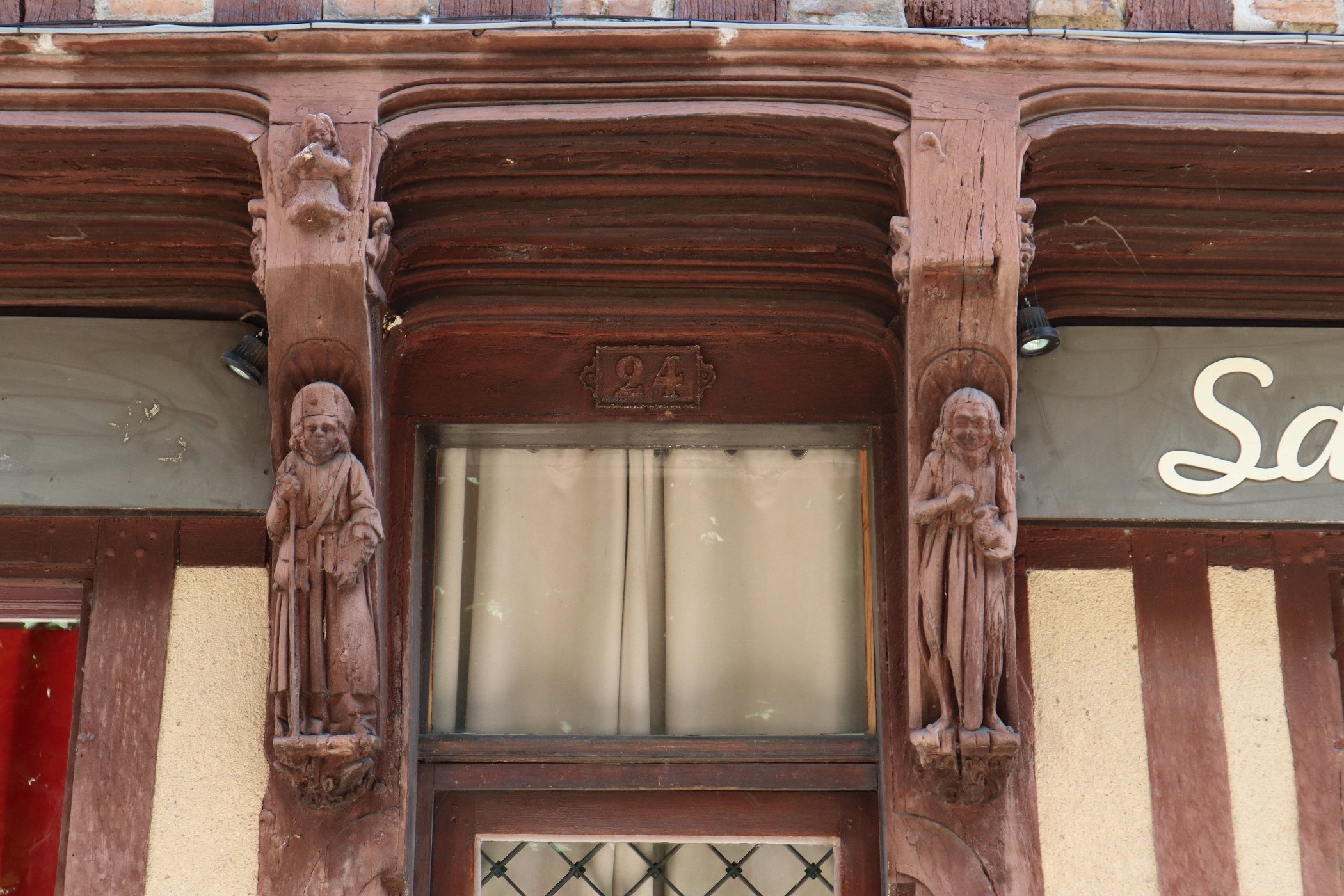
détaille des sculptures de l'encorbellement du premier étage

## Propriétaire
Hors le rez de chaussée qui est un commerce. Ce bâtiment étant une propriété privée, il n'est pas ouvert au public.